# Corethrella puella
Corethrella puella är en tvåvingeart som beskrevs av Shannon och Ponte 1928. Corethrella puella ingår i släktet Corethrella och familjen Corethrellidae. Inga underarter finns listade i Catalogue of Life.